# الفارسية (المحبس)
الفارسية هو دُوَّار يقع بجماعة المحبس، إقليم آسا الزاك، جهة كلميم واد نون في المملكة المغربية. ينتمي الدوّار لمشيخة المحبس التي تضم دوارين. يقدر عدد سكانه بـ 11 نسمة حسب الإحصاء الرسمي للسكان والسكنى لسنة 2004.

## روابط خارجية
- البوابة الوطنية للجماعات الترابية
- المندوبية السامية للتخطيط